# Ngô Di Ngô
Ngô Di Ngô (chữ Hán: 吳夷吾), tên thật là Cơ Di Ngô (姬夷吾), là vị vua thứ 13 của nước Ngô tồn tại từ cuối thời nhà Thương sang thời Đông Chu trong lịch sử Trung Quốc.
Ông mang họ Cơ, là con của Ngô Khuất Vũ – vua thứ 12 nước Ngô.
Sử sách không ghi chép thời gian ông làm vua, không rõ năm bắt đầu, năm mất và các sự kiện trong thời gian ông ở ngôi.
Sau khi ông mất, con ông là Cơ Cầm Xử lên nối ngôi.